# Labeobarbus gorguari
Labeobarbus gorguari és una espècie de peix pertanyent a la família dels ciprínids.

## Descripció
- Fa 53,2 cm de llargària màxima.[2][3]

## Alimentació
Menja peixos, insectes i macròfits.

## Hàbitat
És un peix d'aigua dolça, bentopelàgic i de clima tropical (13°N-11°N) que viu entre 1-6 m de fondària.

## Distribució geogràfica
Es troba a Àfrica: és un endemisme del llac Tana (Etiòpia).

## Observacions
És inofensiu per als humans.